# Luby-Betmont
Luby-Betmont é uma comuna francesa na região administrativa de Occitânia, no departamento dos Altos Pirenéus. Estende-se por uma área de 7,16 km². Em 2010 a comuna tinha 111 habitantes (densidade: 15,5 hab./km²).